# Lathrolestes truncatus
Lathrolestes truncatus är en stekelart som först beskrevs av Léon Abel Provancher 1888.  Lathrolestes truncatus ingår i släktet Lathrolestes och familjen brokparasitsteklar. Inga underarter finns listade i Catalogue of Life.